# Hofstadebrug
De Hofstadebrug, in de volksmond ook wel "Heverpont" genoemd, is een basculebrug over het Kanaal Leuven-Dijle (ook wel Leuvense Vaart genoemd) op de grens van de dorpen Hofstade (Zemst), Schiplaken, Hever (Boortmeerbeek) en Muizen (Mechelen). De brug is eigendom van Waterwegen en Zeekanaal en maakt deel uit van de N267.

## Trivia
- In het midden van de brug ligt het zuidelijkste punt van de provincie Antwerpen.